# Schizopera inornata
Schizopera inornata is een eenoogkreeftjessoort uit de familie van de Miraciidae. De wetenschappelijke naam van de soort is voor het eerst geldig gepubliceerd in 1954 door Noodt.